# Cathédrale Notre-Dame de Sion
Cette  cathédrale n’est pas la seule cathédrale Notre-Dame.
La cathédrale Notre-Dame de Sion (parfois appelée Notre-Dame du Glarier) est l’église principale du diocèse de Sion. Elle est dédiée à Marie.

## Historique

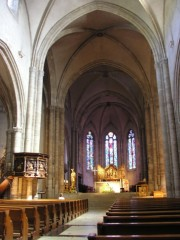
La nef de la cathédrale.

La cathédrale Notre-Dame du Glarier (glarier : lieu de dépôt des alluvions d'une rivière) est la plus jeune cathédrale médiévale de Suisse. À la fois église épiscopale et église de la paroisse de la cathédrale, elle appartient au Chapitre de la cathédrale de Sion. Fête patronale le 15 août, Assomption de la Vierge Marie.
Le sanctuaire actuel fut construit après deux églises précédentes. La première, datant du VIIIe siècle fut détruite par un incendie en 1010. La seconde cathédrale (de style roman) fut entièrement mise à sac et brûlée par les troupes d'Amédée VI de Savoie en 1352. Lors de la Fête-Dieu de 1403, les combles du clocher sont accidentellement incendiés et les cloches fondent. Enfin, en 1418, Guichard de Rarogne et ses partisans dévastent la cathédrale.
La cathédrale actuelle ne fut construite qu'à la fin du XVe – début du XVIe siècle sur les fondations de l'église romane par les évêques Walter Supersaxo (1457-1482), Jost de Silenen (1482-1496), Nicolas Schiner (1496-1499) et par le cardinal Matthieu Schiner (1499-1522). Le clocher-porche roman du XIIe siècle est conservé. Le toit de la cathédrale fut la proie des flammes lors de l'incendie de la ville en 1788.
En 1947, l'évêque Viktor Bieler (1919-1952) fit agrandir le chœur de deux travées.
La dernière restauration de la cathédrale a eu lieu en 1986.

## Maître-autel

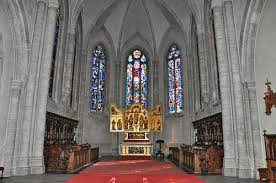
Chœur et maître-autel gothique.

Le maître-autel, triptyque dit « de Jessé », se trouvait autrefois dans l'église Saint-Théodule. Il fut remanié en 1947. Les volets originaux du retable ont été déposés dans la chapelle Sainte-Barbe. La partie centrale remonte au XVe siècle et représente le passage d'Isaïe 11,1. Le Messie est réputé issu de la Souche de Jessé (père de David). Des reins de Jessé endormi sort un cep. Au sommet de ce dernier apparaissent Marie et le Christ, Marie se tenant sur un croissant de lune, entourée de la « Sainte Anne trinitaire » (Anne, Mère de Marie et Jésus enfant), de Judith, de saint Jean l'Évangéliste et de saint Roch. Volet de Gauche : l'Annonciation. Volet de Droite : la Nativité, saint Théodule, évêque de Sion, et sainte Barbe.

## Trône épiscopal
Trône de style néogothique (1947), avec les armoiries de Victor Bieler.

## Chapelle Sainte-Barbe

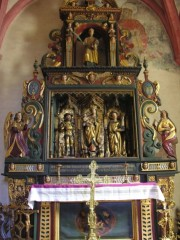
L'autel de la chapelle Sainte-Barbe.

Érigée en 1474 par Walter Supersaxo à la droite du Transept. Autel gothique représentant la Vierge Marie, saint Acace[Lequel ?] (soldat avec une croix et couronné d'épines) et sainte Barbe. Devant l'autel, tombeau de Walter Supersaxo. Fresques mises au jour en 1948 représentant les vierges sages et les vierges folles, saint Georges et la princesse, et le martyre de saint Sébastien, œuvre du maître bavarois Thomas von Landsberg (1475). Au-dessus de la grille d'entrée de la chapelle, de style gothique tardif, un crucifix de 1520.

## Chapelle Saint-Antoine
Autel baroque de 1683 ; au milieu : saint Antoine, ermite en Égypte ; motifs peints des anciens autels de la cathédrale (XVIIe – XIXe siècles), dont saint Antoine de Padoue, par le peintre Jacques-Arnold Koller.

## La chaire
Construite entre 1622 et 1626. Élégant socle de marbre du sculpteur Hans Studer, avec les armoiries du chanoine Johann Lergien ; cuve ornée de reliefs sculptés par Hans-Georg Miller et Balthazar Megelin ; figures représentées sur les différents côtés : le Christ, agneau de Dieu, entre les symboles des Quatre Évangélistes.
Accès à la chaire : rampe d'escalier en ferronnerie d'art (1633).

## Tribune
La tribune est ornée de stuc, avec les armoiries du prince-évêque Frédéric Ambuel et du Chapitre de la Cathédrale (1780).

## Orgue

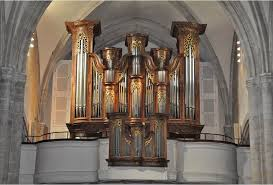
Grand orgue de la cathédrale de Sion (1786).

La cathédrale possède un orgue depuis 1370. L'orgue actuel a été réalisé en 1786 par la dynastie de facteurs d'orgues Carlen de Reckingen. Le facteur d'orgues le plus connu autrefois était Félix Carlen (1734-1816). En 1874 : agrandissement de l'orgue à 23 registres par le facteur d'orgues allemand Merklin. En 1912 : passage au système pneumatique par Heinrich Carlen. En 1986 : transformation et retour à l'état d'origine par Hans-J. Füglister de Grimisuat. L'orgue dispose de trois claviers et de 49 jeux et compte parmi les plus grandes et plus belles orgues du canton.